# Цистиноз
Цистиноз (англ. cystinosis; цистин + -оз; синоніми: Абдергальдена—Кауфманна—Ліньяка синдром, Абдергальдена—Фанконі синдром, діабет глікофосамінний, Ліньяка синдром, Ліньяка-Фальконі синдром) — спадкова хвороба, обумовлена порушенням обміну цистину з відкладенням його кристалів в ретикулярних клітинах кісткового мозку, печінки, селезінці і лімфатичній системі, а також в клітинах рогівки і коньюктиви; характеризується затримкою росту, розвитком рахітоподібних змін в кістках, порушенням зору, аміноацидурією, глюкозурією, гіпофосфатемією і анемією; успадковується по рецесивному типу.

## Генетика

Цистиноз успадковується за автосомно-рецесивний типом.

Цистиноз виникає внаслідок мутації в гені CTNS, який розташований на 17-й хромосомі та який кодує цистинозин - лізосомальний транспортер цистеїну.
1. ↑  NDF-RT
2. ↑  Inxight: Drugs Database